# 1918–1919-es svájci labdarúgó-bajnokság (első osztály)
Az 1918–1919-es Swiss Serie A volt a 22. alkalommal megrendezett, legmagasabb szintű labdarúgó-bajnokság Svájcban.
A címvédő a Servette volt. A szezont az Etoile La Chaux-de-Fonds csapata nyerte, a bajnokság történetében először.

## Keleti csoport
| Hely. | Csapat               | M  | Gy | D | V  | G+ | G– | Gk  | P  | Továbbjutás vagy kiesés |
| ----- | -------------------- | -- | -- | - | -- | -- | -- | --- | -- | ----------------------- |
| 1.    | Winterthur           | 14 | 12 | 1 | 1  | 57 | 22 | +35 | 25 | Továbbjutó              |
| 2.    | Zürich               | 14 | 9  | 1 | 4  | 38 | 23 | +15 | 19 |                         |
| 3.    | Grasshoppers         | 14 | 9  | 1 | 4  | 49 | 32 | +17 | 19 |                         |
| 4.    | Brühl                | 14 | 7  | 2 | 5  | 40 | 31 | +9  | 16 |                         |
| 5.    | Neumünster Zürich    | 14 | 7  | 1 | 6  | 24 | 30 | −6  | 15 |                         |
| 6.    | Blue Stars Zürich    | 14 | 4  | 2 | 8  | 27 | 31 | −4  | 10 |                         |
| 7.    | St. Gallen           | 14 | 2  | 1 | 11 | 18 | 47 | −29 | 5  |                         |
| 8.    | Young Fellows Zürich | 14 | 1  | 1 | 12 | 16 | 53 | −37 | 3  |                         |

## Központi csoport
| Hely. | Csapat                   | M  | Gy | D | V  | G+ | G– | Gk  | P  | Továbbjutás vagy kiesés |
| ----- | ------------------------ | -- | -- | - | -- | -- | -- | --- | -- | ----------------------- |
| 1.    | Etoile La Chaux-de-Fonds | 14 | 11 | 2 | 1  | 42 | 9  | +33 | 24 | Továbbjutó              |
| 2.    | Old Boys                 | 14 | 8  | 3 | 3  | 31 | 18 | +13 | 19 |                         |
| 3.    | Nordstern Basel          | 14 | 8  | 3 | 3  | 23 | 15 | +8  | 19 |                         |
| 4.    | La Chaux-de-Fonds        | 14 | 8  | 3 | 3  | 32 | 23 | +9  | 19 |                         |
| 5.    | Basel                    | 14 | 5  | 3 | 6  | 27 | 26 | +1  | 13 |                         |
| 6.    | Aarau                    | 14 | 5  | 1 | 8  | 13 | 24 | −11 | 11 |                         |
| 7.    | Luzern                   | 14 | 2  | 3 | 9  | 18 | 27 | −9  | 7  |                         |
| 8.    | Biel                     | 14 | 0  | 0 | 14 | 2  | 46 | −44 | 0  |                         |

## Nyugati csoport
| Hely. | Csapat             | M  | Gy | D | V | G+ | G– | Gk  | P  | Továbbjutás vagy kiesés |
| ----- | ------------------ | -- | -- | - | - | -- | -- | --- | -- | ----------------------- |
| 1.    | Servette           | 14 | 10 | 3 | 1 | 51 | 16 | +35 | 23 | Továbbjutó              |
| 2.    | Young Boys         | 10 | 6  | 2 | 2 | 15 | 7  | +8  | 14 |                         |
| 3.    | Genf               | 12 | 5  | 1 | 6 | 28 | 35 | −7  | 11 |                         |
| 4.    | Lausanne Sports    | 12 | 4  | 3 | 5 | 19 | 16 | +3  | 11 |                         |
| 5.    | Cantonal Neuchâtel | 12 | 4  | 2 | 6 | 22 | 29 | −7  | 10 |                         |
| 6.    | Bern               | 10 | 3  | 3 | 4 | 13 | 18 | −5  | 9  |                         |
| 7.    | Stella Fribourg    | 8  | 2  | 0 | 6 | 17 | 25 | −8  | 4  |                         |
| 8.    | Montreux Sports    | 6  | 1  | 0 | 5 | 6  | 25 | −19 | 2  |                         |

## Döntő
| 1. csapat                | Eredmény | 2. csapat  |
| ------------------------ | -------- | ---------- |
| Servette                 | 0:0      | Winterthur |
| Etoile La Chaux-de-Fonds | 3:2      | Servette   |
| Etoile La Chaux-de-Fonds | 2:1      | Winterthur |

| Hely. | Csapat                   | M | Gy | D | V | G+ | G– | Gk | P | Továbbjutás vagy kiesés |
| ----- | ------------------------ | - | -- | - | - | -- | -- | -- | - | ----------------------- |
| 1.    | Etoile La Chaux-de-Fonds | 2 | 2  | 0 | 0 | 5  | 3  | +2 | 4 | Bajnok                  |
| 2.    | Servette                 | 2 | 0  | 1 | 1 | 2  | 3  | −1 | 1 |                         |
| 3.    | Winterthur               | 2 | 0  | 1 | 1 | 1  | 2  | −1 | 1 |                         |